# Bundesstraße 56
De Bundesstraße 56 (ook wel B56) is een bundesstraße in Duitsland die loopt door de deelstaat Noordrijn-Westfalen. De B56 begint bij Sittard (NL) en loopt verder langs de steden Heinsberg, Geilenkirchen, Jülich, Düren, Zülpich, Euskirchen, Bonn, Sankt Augustin, Siegburg, Neunkirchen-Seelscheid en verder naar Gummersbach. De B56 is ongeveer 150 km lang.
In 2017 is de 18 kilometer lange B56n voltooid, ook wel Selfkantautobahn genoemd. Deze driestrooksweg vervangt het oorspronkelijke meest westelijke deel van de B56 en verbindt samen met de N297 de Nederlandse A2 ten noorden van Sittard en de Duitse A46 bij Heinsberg met elkaar. De voormalige B56 Tussen Sittard, Wehr, Gangelt en Geilenkirchen is overgedragen aan Noordrijn-Westfalen en omgenummerd naar L47.
B1 · B3 · B7 · B8 · B9 · B10 · B26 · B27 · B35 · B37 · B38 · B39 · B40 · B41 · B42 · B43 · B43a · B44 · B45 · B47 · B48 · B49 · B50 · B51 · B52 · B53 · B54 · B55 · B55a · B56 · B56n · B57 · B58 · B59 · B61 · B62 · B63 · B64 · B65 · B66 · B66n · B67 · B68 · B70 · B80 · B83 · B84 · B219 · B220 · B221 · B223 · B224 · B225 · B226 · B227 · B228 · B229 · B230 · B231 · B233 · B234 · B235 · B236 · B237 · B238 · B239 · B241 · B249 · B250 · B251 · B252 · B253 · B254 · B255 · B256 · B257 · B258 · B259 · B260 · B261 · B262 · B263 · B264 · B265 · B266 · B267 · B268 · B269 · B270 · B271 · B272 · B274 · B275 · B277a · B278 · B279 · B284 · B288 · B323 · B324 · B326 · B327 · B399 · B400 · B403 · B405 · B406 · B407 · B409 · B410 · B411 · B412 · B413 · B414 · B416 · B417 · B418 · B419 · B420 · B421 · B422 · B423 · B424 · B426 · B427 · B428 · B429 · B448 · B449 · B450 · B451 · B452 · B453 · B454 · B455 · B456 · B457 · B458 · B459 · B460 · B469 · B473 · B474 · B475 · B476 · B477 · B478 · B479 · B480 · B481 · B482 · B483 · B484 · B485 · B486 · B487 · B488 · B489 · B499 · B504 · B506 · B507 · B508 · B509 · B510 · B511 · B513 · B514 · B515 · B516 · B517 · B519 · B520 · B521 · B525 · B528 · B611